# Sonita Alizadeh
Sonita Alizadeh (Herat, 1997) è una rapper e attivista afghana contro i matrimoni forzati.
Alizadeh ha attirato l'attenzione quando ha rilasciato Brides for Sale, un video in cui rappa sulle figlie che vengono vendute in matrimonio dalle loro famiglie. Con l'aiuto di Rokhsareh Ghaem Maghami, una documentarista iraniana che per oltre tre anni ha documentato la sua notevole storia nel film Sonita, Alizadeh ha realizzato il video per sfuggire a un matrimonio che i suoi genitori stavano progettando per lei, anche se è illegale per le donne cantare pubblicamente in Iran, dove viveva all'epoca. Dopo aver pubblicato il video su YouTube, Alizadeh è stata contattata dal Strongheart Group, che le ha offerto un visto per studenti per studiare negli Stati Uniti, dove attualmente risiede.

## Biografia

### Infanzia
Alizadeh è cresciuta a Herat in Afghanistan, durante il regime dei talebani. La sua famiglia ha pensato di venderla come sposa quando aveva 10 anni. Alizadeh ha detto che, all'epoca, non capiva perfettamente cosa significasse. La sua famiglia è invece fuggita in Iran per sfuggire ai talebani. In Iran, Alizadeh lavorava pulendo i bagni mentre lei stessa ha imparato a leggere e scrivere. In questo periodo Ispirandosi alla loro musica, ha iniziato a scrivere delle canzoni. Nel 2014, Alizadeh ha partecipato a un concorso americano per scrivere una canzone per convincere il popolo afghano a votare alle elezioni. Ha vinto un premio di 1.000 dollari, che Alizadeh ha inviato a sua madre, che si era trasferita in Afghanistan.

### Brides for Sale
Poco dopo aver vinto il concorso, la madre di Alizadeh la invitò a tornare in Afghanistan, dicendole che aveva trovato un uomo che l'avrebbe comprata. Aveva 16 anni. Sua madre stava cercando di guadagnare 9.000 dollari in dote in modo che suo fratello maggiore potesse comprare una sposa e pensava di ottenere almeno 9.000 dollari vendendo la propria figlia. Dopo che Rokhsareh Ghaemmaghami, regista del documentario Sonita, ha pagato 2.000 dollari alla madre di Sonita e ha chiesto sei mesi di tempo per Sonita, ha scritto Brides for sale e Rokhsareh Ghaem Maghami ha girato il video musicale, che ha guadagnato molta attenzione internazionale. Il video non solo è stato popolare tra le donne in Afghanistan, ma ha anche attirato l'attenzione del gruppo no-profit Strongheart Group, che ha contattato Alizadeh per portarla negli Stati Uniti.

### Carriera
Alizadeh vive a Washington frequenta l'American University. Oltre a frequentare le lezioni, continua a scrivere canzoni. Il suo documentario, intitolato Sonita, è stato presentato in anteprima all'International Documentary Filmfestival Amsterdam nel novembre 2015. Il film ha ottenuto recensioni positive. Il film è stato iscritto al Sundance Film Festival e ha vinto il Gran Premio della Giuria; al Seattle International Film Festival, nel maggio 2016, il film ha fatto il tutto esaurito, con una risposta eccezionalmente buona.

## Riconoscimenti
Dal 2016 è onorata come Giusta al Giardino dei Giusti di Milano.